# Lindera guangxiensis
Lindera guangxiensis là loài thực vật có hoa trong họ Nguyệt quế. Loài này được H.B. Cui miêu tả khoa học đầu tiên năm 1978.